# Una foto
«Una foto» es una canción del rapero uruguayo Mesita. Fue lanzada el 15 de agosto de 2023 por Turbo Diesel Records. Fue escrita por Mesita y producida por Rxdri Molina. La canción alcanzó la posición número 2 en Uruguay y el número 11 en la lista Argentina Hot 100.
Una remezcla de la canción fue lanzada el 5 de enero de 2024, y esta cuenta con la colaboración de los cantantes argentinos Nicki Nicole y Tiago PZK y la participación de la cantante argentina Emilia. La remezcla alcanzó la posición número uno en la lista Argentina Hot 100, convirtiéndose en la primera canción de Mesita en alcanzar la cima de dicha lista.

## Versión original

### Posicionamiento en listas

#### Listas semanales
| Listas (2023)                 | Mejor posición |
| ----------------------------- | -------------- |
| Argentina (Argentina Hot 100) | 11             |

#### Listas mensuales
| Listas (2023) | Mejor posición |
| ------------- | -------------- |
| Uruguay (CUD) | 2              |

## Remix

### Antecedentes y lanzamiento
El 1 de enero de 2024, Mesita anunció en Instagram una remezcla de «Una foto» en colaboración con Tiago PZK y dos artistas reconocidas. Nicki Nicole y Emilia confirmaron ser las otras dos artistas en los comentarios de la publicación. El 2 de enero, los cuatro artistas anunciaron la fecha de lanzamiento en sus respectivas cuentas de Instagram. La remezcla fue lanzada el 5 de enero, por Turbo Diesel Records, para descarga digital y streaming. Fue escrita por los cuatro artistas junto con Santiago Gabriel Ruiz y Rxdri Molina.

### Videoclip
Dirigido por Federico Cabred, el videoclip para la remezcla fue lanzado en el canal de YouTube de Mesita el 5 de enero. Muestra a los cuatro artistas cantando alrededor de automóviles de distintas marcas y modelos.

### Posicionamiento en listas
| Listas (2024)                 | Mejor posición |
| ----------------------------- | -------------- |
| Argentina (Argentina Hot 100) | 1              |
| Argentina (Monitor Latino)    | 9              |
| Bolivia (Billboard)           | 1              |
| Bolivia (Monitor Latino)      | 7              |
| Chile (Billboard)             | 7              |
| Chile (Monitor Latino)        | 12             |
| Ecuador (Billboard)           | 21             |
| España (PROMUSICAE)           | 6              |
| Global (Billboard Global 200) | 46             |
| Paraguay (Monitor Latino)     | 11             |
| Perú (Billboard)              | 2              |
| Perú (Monitor Latino)         | 2              |
| Uruguay (Monitor Latino)      | 4              |

| Listas (2024)  | Mejor posición |
| -------------- | -------------- |
| Paraguay (SGP) | 39             |
| Uruguay (CUD)  | 1              |

### Certificaciones
| País   | Organismo certificador | Certificación | Ventas certificadas | Ref.   |
| ------ | ---------------------- | ------------- | ------------------- | ------ |
| España | PROMUSICAE             | Platino       | 60 000              | [ 18 ] |